# Список глав правительства Андорры
Список глав правительства Андорры включает руководителей правительства Андорры со времени создания в стране в 1982 году правительства, носившего тогда название Исполнительный совет (кат. Consell Executiu) и появившегося вследствие реформ, разделивших в стране законодательную и исполнительную ветви власти.
В настоящее время кабинетом министров руководит Главы правительства Княжества Андорра (кат. Cap de Govern del Principat d’Andorra), чьё положение в системе государственной власти определяет конституция, вступившая в силу 28 апреля 1993 года. Глава правительства является лидером партии, имеющей большинство в Генеральном совете Андорры, однопалатном парламенте страны, и избирается на первом заседании вновь избранного Совета большинством голосов депутатов из списка, выдвинутого одной пятой членов совета. Если победитель не определился, то проводится второй тур, где представлены только два кандидата, получивших большинство голосов в первом туре, победителем которого становится кандидат, получивший наибольшее число голосов. Впоследствии кандидат, избранный Генеральным советом на должность главы правительства, формально утверждается князьями-соправителями на четырёхлетний срок.
Использованная в первом столбце таблиц нумерация является условной; также условным является использование в первом столбце цветовой заливки, служащей для упрощения восприятия принадлежности лиц к различным политическим силам без необходимости обращения к столбцу, отражающему партийную принадлежность. Наряду с партийной принадлежностью, в столбце «Партия» также отражён беспартийный статус персоналий. В столбце «Выборы» отражены состоявшиеся выборные процедуры, сформировавшие состав парламента, утвердившего состав правительства или поддержавшего его. Для удобства список разделён на принятые в историографии периоды истории страны. Приведённые в преамбулах к каждому из разделов описания этих периодов призваны пояснить особенности её политической жизни.

## Список
|           | Портрет       | Имя (годы жизни)                                                | Полномочия                                      | Полномочия                 | Партия                                               | Выборы           | Кабинет           | Пр.           |
| Начало    | Портрет       | Имя (годы жизни)                                                | Окончание                                       |                            | Партия                                               | Выборы           | Кабинет           | Пр.           |
| --------- | ------------- | --------------------------------------------------------------- | ----------------------------------------------- | -------------------------- | ---------------------------------------------------- | ---------------- | ----------------- | ------------- |
| 1 (I)     |               | Оскар Рибас Рейг (1936—2020) кат. Òscar Ribas Reig              | 8 января 1982                                   | 21 мая 1984                | беспартийный                                         | 1981             | Рибас (I)         | [ 2 ] [ 3 ]   |
| 2         |               | Жозеп Пинтат Соланс (1925—2007) кат. Josep Pintat Solans        | 21 мая 1984                                     | 12 января 1990             | беспартийный                                         | 1985             | Пинтат Соланс     | [ 2 ] [ 4 ]   |
| 1 (II—IV) |               | Оскар Рибас Рейг (1936—2020) кат. Òscar Ribas Reig              | 12 января 1990                                  | 7 декабря 1994             | Национальное демократическое объединение             | 1989             | Рибас (II)        | [ 2 ] [ 3 ]   |
| 1 (II—IV) | 1992          | Оскар Рибас Рейг (1936—2020) кат. Òscar Ribas Reig              | 12 января 1990                                  | 7 декабря 1994             | Национальное демократическое объединение             | Рибас (III)      |                   | [ 2 ] [ 3 ]   |
| 1 (II—IV) | 1993          | Оскар Рибас Рейг (1936—2020) кат. Òscar Ribas Reig              | 12 января 1990                                  | 7 декабря 1994             | Национальное демократическое объединение             | Рибас (IV)       |                   | [ 2 ] [ 3 ]   |
| 3 (I—III) | 1993          |                                                                 | Марк Форне Мольне (1946—) кат. Marc Forné Molné | 7 декабря 1994             | 21 марта 1997                                        | Либеральный союз | Форне (I)         | [ 5 ] [ 6 ]   |
| 3 (I—III) | 21 марта 1997 | 9 апреля 2001                                                   | Марк Форне Мольне (1946—) кат. Marc Forné Molné | 1997                       | Форне (II)                                           | Либеральный союз |                   | [ 5 ] [ 6 ]   |
| 3 (I—III) | 9 апреля 2001 | 27 мая 2005                                                     | Марк Форне Мольне (1946—) кат. Marc Forné Molné | Либеральная партия Андорры | 2001                                                 | Форне (III)      |                   | [ 5 ] [ 6 ]   |
| 4         |               | Альберт Пинтат Сантолария (1943—) кат. Albert Pintat Santolària | 27 мая 2005                                     | Либеральная партия Андорры | 5 июня 2009                                          | 2005             | Пинтат Сантолария | [ 7 ] [ 8 ]   |
| 5         |               | Жауме Бартумеу Кассани (1954—) кат. Jaume Bartumeu Cassany      | 5 июня 2009                                     | 28 апреля 2011             | Социал-демократическая партия Андорры                | 2009             | Бартумеу          | [ 9 ] [ 10 ]  |
| и. о.     |               | Пере Лопес Аграс (1971—) кат. Pere López Agràs                  | 28 апреля 2011                                  | 12 мая 2011                | Социал-демократическая партия Андорры                | 2009             | Бартумеу          | [ 11 ]        |
| 6 (I)     |               | Антони Марти Петит (1963—2023) кат. Antoni Martí Petit          | 12 мая 2011                                     | 23 марта 2015              | Демократы за Андорру                                 | 2011             | Марти (I)         | [ 13 ] [ 14 ] |
| и. о.     |               | Гилберт Савойя Сунье (1966—) кат. Gilbert Saboya Sunyé          | 23 марта 2015                                   | 1 апреля 2015              | Демократы за Андорру                                 | 2011             | Марти (I)         | [ 15 ]        |
| 6 (II)    |               | Антони Марти Петит (1963—2023) кат. Antoni Martí Petit          | 1 апреля 2015                                   | 16 мая 2019                | Демократы за Андорру                                 | 2015             | Марти (II)        | [ 16 ] [ 14 ] |
| 7 (I)     |               | Ксавьер Эспот Самора (1979—) кат. Xavier Espot Zamora           | 16 мая 2019                                     | 26 апреля 2023             | Демократы за Андорру в коалиции с Либералами Андорры | 2019             | Эспот (I)         | [ 17 ] [ 18 ] |
| и. о.     |               | Жорди Гайярдо Фернандес (1976—) кат. Jordi Gallardo Fernàndez   | 26 апреля 2023                                  | 15 мая 2023                | Либералы Андорры                                     | 2019             | Эспот (I)         | [ 19 ]        |
| 7 (II)    |               | Ксавьер Эспот Самора (1979—) кат. Xavier Espot Zamora           | 15 мая 2023                                     | действующий                | Демократы за Андорру                                 | 2023             | Эспот (II)        | [ 17 ] [ 18 ] |